# 中野区教育委員候補者選定に関する区民投票条例
中野区教育委員候補者選定に関する区民投票条例（なかのくきょういくいいんこうほしゃせんていにかんするくみんとうひょうじょうれい）とは東京都中野区において教育委員会準公選について規定した条例。通称は中野区教育委員会準公選条例。

## 経緯
戦後日本の教育行政民主化をするため教育委員会法によって各地方自治体における教育委員会では公選制が導入されていた。しかし、1956年に地方教育行政の組織及び運営に関する法律が制定され、教育委員会は首長による任命制に改められた。
1978年9月、中野区では、教育行政への住民参加と教育委員会の活性化を目指す教育委員準公選制を求める住民運動の結果、1ヶ月間に法で必要とされる数の4倍を越える約2万人の署名が集まり、条例制定直接請求として区長に提出された。1978年12月、中野区議会が教育委員準公選条例案を可決。中野区長の大内正二は再議に付したが、教育委員準公選条例案は議会で再可決された。
1979年1月に中野区は東京都へ条例の審査を申し立てたが、美濃部亮吉東京都知事が合法とする判断を下し、4月6日に都は正式に合法と裁定した。同年4月での退任を控えていた大内は次期区長に判断を委ねるとし、後任には準公選推進を表明した青山良道が当選する。1979年5月、中野区で教育委員会準公選条例が公布された。教育委員会準公選条例は区民の推薦を受けた立候補者による区民投票を行い、その投票結果を尊重して委員の任命を行うことが規定された。

## 内容
1981年、1985年、1989年、1993年の計4回、教育委員会準公選制が実施された。準公選による教育委員会は、栄養士の全校配置、図書館司書の配置、会議回数の増加、会議での傍聴市民の録音・写真撮影・発言の許可、傍聴しやすいように夜の教育委員会を時々開催するなどの様々な改革に乗り出し、現在もそれらの一部が中野区教育委員会の制度として残っている。
一方で投票率は第1回が42.98%、第2回27.37%、第3回25.64%、第4回23.83%と低下した。また、文部省は、当初より、準公選に対して不適法の疑いを表明していた。

## 廃止
1995年の中野区議会で自民党が提出した教育委員会準公選廃止条例案が可決された。これにより中野区での教育委員会準公選制度は廃止された。
以降、中野区では教育委員会準公選制度の発想を活かすための措置として、教育委員候補者の人材を自薦及び他薦により登録する仕組みを導入している。